# José Asunción Flores
José Asunción Flores (Assunção, 27 de agosto de 1904 - Buenos Aires, 16 de maio de 1972) foi um compositor paraguaio, criador do gênero guarânia

## Biografia
Nasceu no bairro pobre de La Chacarita, em Assunção. Um dia, ao roubar um pedaço de pão, foi levado para a delegacia. Acabou entrando para a banda da Polícia, onde começou a aprender música.
Foi aluno do compositor Félix Fernández e do diretor Salvador Dentice. Criou em 1922 a sua primeira composição, a polca Manuel Gondra.

### A Guarânia
Em 1925, depois de experimentar diferentes arranjos para a canção paraguaia Maerãpa Reikuaase, criou um novo gênero, que chamou de guarânia. O seu objetivo era expressar os sentimentos do povo paraguaio através da música. A primeira composição a receber esse rótulo foi Jejui.
Conheceu em 1928 o poeta guairenho Manuel Ortiz Guerrero. Os dois passaram a trabalhar juntos, compondo clássicos como Índia (que em 1944 seria oficializada como "canção nacional" por um decreto do governo paraguaio) e Panambí Verá.

### Exílio
Entrou para o exército em 1932, para lutar na Guerra do Chaco. Após o conflito, decidiu fugir da instabilidade política no Paraguai e mudou-se para a Argentina. Vivendo em Buenos Aires, acompanhou a popularização da guarânia e formou a Orquesta Ortiz Guerrero. Voltou para o país natal em 1936, após a vitória do Partido Revolucionário Febrerista na Revolução de 17 de Fevereiro. Assumiu então os cargos de diretor da Orquesta Folclórica Guarani e de professor da Escola de Ensino Primário Musical.
A ascensão ao poder de uma nova ditadura militar levou-o mais uma vez ao exílio na Argentina. Foi condecorado com a Ordem Nacional do Mérito em 1949. No entanto, decidiu não aceitar o prêmio, em protesto contra o assassinato do estudante Mariano Roque Alonso durante uma manifestação contra o governo. Passou a ser considerado "traidor".
Na década de 1950, intensificou a sua militância política, integrando o Comitê Central do Partido Comunista Paraguaio. Foi nomeado membro do Conselho Mundial da Paz, o que o levou a várias viagens à União Soviética, onde, além das atividades políticas, apresenta-se e gravava suas músicas.
Quando Alfredo Stroessner tornou-se o presidente do Paraguai, em 1954, Flores foi proibido de retornar ao país. Seu desejo de regressar foi negado mesmo nos últimos anos de sua vida, quando estava doente, sofrendo do Mal de Chagas, e queria rever a sua terra natal. Somente em 1991 os restos de Flores foram levados de volta para o Paraguai. Hoje repousam numa praça que recebeu o seu nome.

## Principais obras

### Canções
- Índia
- Nde Rendape AJU
- Panambí Verá
- Paraguaýpe
- Buenos Aires, Salud
- Kerasy
- Nde Raty Py Kua
- Obrerito
- Gallito Cantor
- Purahéi Paha
- Mburicao
- Ñasaindype
- Ñande Aramboha
- Choli
- Musiqueada Che Amape
- Ka'aty
- Arribeño Resay

### Poemas sinfônicos
- Pyhare pyte
- Ñande Ru Vusu
- María de la Paz

### Peças instrumentais
- Mburikaó (pequeño poema musical)
- Obrerito
- Ahendu nde sapucai
- Gallito cantor
- Cholí

## Discografia
- 1939 - Orquesta Ortiz Guerrero - Odeón (Buenos Aires)
- 1957 - Orquesta Sinfónica y Coro - Guaran (Buenos Aires)
- 1967 - María de la Paz, com Orquestra e Coral de Moscou (RCA)
- 1969 - Pyhare Pyte (gravado em Moscou pela Orquestra e Coral da URSS, regência de Yuri Aronovich)[3]